# يحيى بن أسد
يحيى بن أسد (توفي 855) كان حاكمًا سامانيًا لطشقند (819-855)م وسمرقند (851-855)م. وهو ابن أسد بن سامان.
في عام 819م، ولاه غسان بن عباد والي خراسان للخليفة المأمون ولاية مدينة طشقند، كمكافأة لدعمه ضد المتمرد رافع بن الليث. بعد وفاة شقيقه نوح الذي حكم سمرقند، تولى يحيى وشقيقه الآخر أحمد الحكم على المدينة. لكن كان الحاكم الفعلي هو أخوه أحمد، توفي يحيى عام 855م. وخلفه أخوه أحمد.